# Gnathocinara
Gnathocinara é um gênero de mariposa pertencente à família Bombycidae.. Sua única representante é a espécies Gnathocinara situla.